# 川島啓道
川島 啓道（かわしま ひろみち）は、日本の建築家。
東京都事務所協会江東支部役員。江東区まちづくり委員会 副会長。日本建築学会会員。東京建築士会所属。青森県出身。

## 資格
一級建築士、商業施設士（社団法人商業施設技術団体連合会）、応急危険度判定士（東京都知事登録）、特殊建築物等調査資格者（東京防災センター登録）。

## 経歴
- 1979年 日本大学理工学部建築学科卒業。
- 1979年 清水順一建築設計事務所に所属。
- 1980年 岡設計に所属。
- 1997年 環境デザイン研究所を設立。
- 1997年 環境デザイン計画研究所に組織変更。

現在、環境デザイン計画代表取締役。

## 主な作品
- 1987年 三の丸芸術ホール 館林市城町
- 1987年 館山国民休暇村 千葉県館山市見物
- 1989年 塩沢江戸川荘 新潟県南魚沼郡塩沢町舞子
- 1995年 浜松市国民宿舎浜名湖かんざじ荘 静岡県浜松市呉松町
- 1996年 足立区鋸南自然の家 千葉県安房郡鋸南町

## 受賞
- 1987年 東京建築賞優秀賞
- 1987年 商環賞入賞
- 1987年 千葉建築コンクール入賞
- 1995年 静岡建築賞入賞